# Фрањевачка црква (Љубљана)
Фрањевачка црква односно Црква Маријиног ваведења (словен. Cerkev Marijinega oznanjenja) је због локације у центру града (Прешернов трг) један од симбола Љубљане и једна од најпосећенијих црква. 
Изграђена је иумеђу 1646. и 1660. на локацији старе цркве а звона су додана касније. Црква је изграђена у стилу базилике раног 
барока са једним бродом и две капеле. Главни барокни олтар је направио вајар Франческо Роба а фреске су рад Матеја Стернена. 
Поред цркве стоји и фрањевачки самостан са баштом. Самостан има и вредну библиотеку са 70.000 књига.